# Каза Сканферла (Венеција)
Каза Сканферла (итал. Casa Scanferla) је насеље у Италији у округу Венеција, региону Венето.
Према процени из 2011. у насељу је живело 75 становника. Насеље се налази на надморској висини од 4 м.